# جیمز ابرکرومبی
جیمز ابرکرومبی (انگلیسی: James Abercrombie؛ ۱۷۰۶ - ۱۷۸۱) فرد نظامی و سیاست‌مدار اهل پادشاهی بریتانیای کبیر بود.